# Веенка (приток Оки)
Веенка — ручей в России, протекает по Торопецкому району Тверской области. Длина составляет 13 километров. Устье находится в 21 км по левому берегу реки Ока.
Берёт начало в 1 км к юго-востоку от деревни Финёво. Течёт в целом в северо-западном направлении. На берегу расположены деревни Балаши и Конищево.

## Данные водного реестра
По данным государственного водного реестра России относится к Балтийскому бассейновому округу, водохозяйственный участок реки — Ловать и Пола, речной подбассейн реки — Волхов. Относится к речному бассейну реки Нева (включая бассейны рек Онежского и Ладожского озера).
Код объекта в государственном водном реестре — 01040200312202000023398.